# Oldfieldthomasia
Oldfieldthomasia es un género extinto de mamíferos del orden Notoungulata, probablemente perteneciente al suborden Typotheria. Vivió en el Eoceno medio (hace unos 48 a 41 millones de años) y sus restos fósiles se han encontrado en América del Sur.

## Descripción
Era un animal era de pequeño tamaño y probablemente se parecía a un roedor. El cráneo, de unos 10 centímetros de largo era bastante bajo y tenía un hocico alargado; la órbita, de dimensiones bastante grandes, estaba abierta hacia atrás y ubicada en el área posterior del cráneo. La apófisis cigomática fue bastante delgada. La parte posterior del cráneo de la especie Oldfieldthomasia debilitada fue estudiada en detalle por George Gaylord Simpson en 1936 a través de 55 secciones de corte muy delgadas (aproximadamente 4 mm de espesor): el estudio destacó numerosas características craneales, principalmente la relación entre las diversas cavidades. Los recorridos principales de las venas y arterias también son visibles: la arteria carótida ingresaba a la cavidad timpánica. Como en todos los notoungulados, la cavidad para la apófisis hioides era grande. El agujero yugular posterior y el agujero yugular mediano estaban en una posición notablemente externa; la porción externa del primero constituía el agujero carotídeo posterior. La mandíbula era larga y frágil. Los dientes forman una serie continua y progresiva; había un juego completo de 22 dientes de corona baja (braquiodontes), tanto inferiores como superiores. Los caninos tenían forma de incisivos. El protocono y el hipocono de los molares eran casi idénticos.

## Clasificación
El género Oldfieldthomasia fue establecido por Florentino Ameghino en 1901, sobre la base de restos fósiles encontrados en suelos del Eoceno Medio en Argentina. Ameghino describió varias especies, pero es posible que todas estas formas fueran la variabilidad intraespecífica de una sola especie. Oldfieldthomasia es el género tipo de la familia Oldfieldthomasiidae, un grupo de notoungulados arcaicos típicos del Eoceno; la familia, sin embargo, actualmente se considera parafilética. Es probable que Oldfieldthomasia fuera parte de una radiación evolutiva inicial del grupo los Typotheria, notoungulados que en el curso de su evolución ocuparon nichos ecológicos comparables a los de los roedores en otros continentes.